# Манвар, Юссеф
Юссеф Манвар (англ. Youssef Manwar, 18 января 1952) — танзанийский хоккеист (хоккей на траве), полевой игрок.

## Биография
Юссеф Манвар родился 18 января 1952 года.
Играл в хоккей на траве за «Танга Буллетс».
В 1980 году вошёл в состав сборной Танзании по хоккею на траве на летних Олимпийских играх в Москве, занявшей 6-е место. Играл в поле, провёл 6 матчей, забил 2 мяча в ворота сборной СССР.